# Station Pruchna
Station Pruchna is een spoorwegstation in de Poolse plaats Pruchna.